# Memories (canção de Netzwerk)
"Memories" (Em português: Memórias) é uma canção de dance music escrita por Fulvio Perniola, Gianni Bini, Marco Galeotti e Maurizio Tognarelli e originalmente gravada pelo grupo Netzwerk.
Lançado em Março de 1995, o canção repetiu o mesmo sucesso que o single anterior, se tornando um sucesso nos clubes ao redor do mundo.

## Faixas
Memories (Remix) - Itália 12" Single
| N.º | Título                       | Duração |  |
| 1.  | "Memories" (Enola Remix)     | 6:30    |  |
| 2.  | "Memories" (Kama Vocal Mix)  | 7:47    |  |
| 3.  | "Memories" (Underground Mix) | 5:17    |  |

Alemanha/Canada/Itália CD Maxi-single
| N.º | Título                        | Duração |  |
| 1.  | "Memories" (Radio Edit)       | 3:58    |  |
| 2.  | "Memories" (Extended 12" Mix) | 6:30    |  |
| 3.  | "Memories" (E.U.R.O. Mix)     | 4:55    |  |
| 4.  | "I Feel Love" (Club Mix)      | 5:25    |  |
| 5.  | "Memories" (Acappella)        | 3:58    |  |

## Desempenho
| Parada musical (1995) | Melhor posição |
| --------------------- | -------------- |
| Itália (FIMI)         | 2              |

## A versão de Lil Suzy
"Memories" é o segundo single lançado por Lil Suzy, do seu quarto álbum, Paradise. Foi lançado dia 11 de Novembro de 1997.
Diferente de seu single anterior, não conseguiu entrar em nenhuma parada musical.

### Faixas
E.U.A. 12" Single
| N.º | Título                             | Duração |  |
| 1.  | "Memories" (Original Club)         |         |  |
| 2.  | "Memories" (Mainstream Club)       |         |  |
| 3.  | "Memories" (Suzyappella)           |         |  |
| 4.  | "Memories" (Hideout House Mix)     |         |  |
| 5.  | "Memories" (Hideout Dub)           |         |  |
| 6.  | "Memories" (European Vacation Mix) |         |  |